# Pfarrhaus (Fürnried)

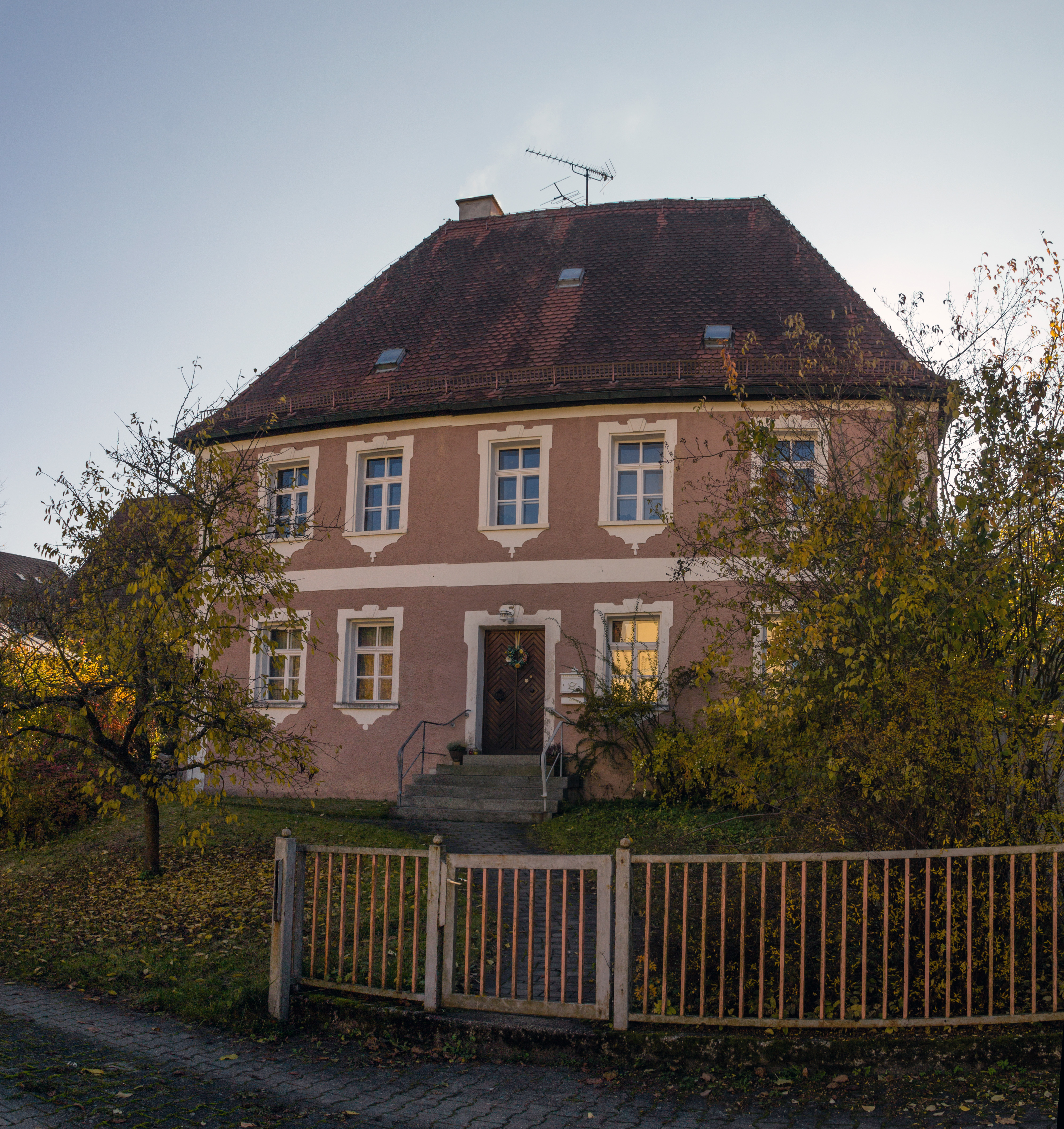
Pfarrhaus in Fürnried

Das Pfarrhaus in Fürnried, einem Gemeindeteil der Gemeinde Birgland im Oberpfälzer Landkreis Amberg-Sulzbach in Bayern, wurde im 18./19. Jahrhundert errichtet. Das Pfarrhaus an der Pfarrgasse 1 in der Nähe der Kirche St. Willibald ist ein geschütztes Baudenkmal.
Der zweigeschossige Massivbau mit steilem Walmdach besitzt eine Putzbänderung und geohrte Faschen.